# ماریو آرتئاگا
ماریو آرتئاگا (اسپانیایی: Mario Arteaga‎؛ زادهٔ ۲۹ نوامبر ۱۹۷۰) بازیکن سابق و مربی فوتبال اهل مکزیک است.
از باشگاه‌هایی که در آن بازی کرده‌است می‌توان به باشگاه فوتبال گوادالاخارا اشاره کرد.
وی همچنین در تیم ملی فوتبال زیر ۲۳ سال مکزیک بازی کرده‌است.